# Besleria calantha
Besleria calantha är en tvåhjärtbladig växtart som beskrevs av Conrad Vernon Morton. Besleria calantha ingår i släktet Besleria och familjen Gesneriaceae. Inga underarter finns listade i Catalogue of Life.